# Bulevar España (Manila)
El bulevar España (en tagalo: Bulebar Espanya) es la principal arteria del distrito Sampaloc, Manila y del extremo oeste de la ciudad de Quezón. Se trata de una carretera principal dividida de 8 carriles y un componente de una de las carreteras radiales del área metropolitana de Manila, la carretera Radial 7 o R-7.

El nombre de España se toma por la potencia colonial gobernante en las Filipinas durante 333 años. Fiel a su nombre, varios nombres españoles abundan en la calle. España es una arteria este-oeste de Manila. Conecta las calles Lerma y Nicanor Reyes (antes Morayta) del distrito Sampaloc en el extremo oeste de la Rotonda Mabuhay, en la ciudad de Quezón en el extremo este.